# Pyrgomorpha angolensis
Pyrgomorpha angolensis is een rechtvleugelig insect uit de familie Pyrgomorphidae. De wetenschappelijke naam van deze soort is voor het eerst geldig gepubliceerd in 1889 door Ignacio Bolívar.